# Andreas Feininger
Andreas Bernhard Lyonel Feininger (Parigi, 27 dicembre 1906 – New York, 18 febbraio 1999) è stato un fotografo e saggista statunitense, sebbene fosse francese di nascita.
Era particolarmente noto per le sue scene in bianco e nero di Manhattan, caratterizzate da un estremo dinamismo, e per i suoi studi sulla struttura di oggetti naturali.

## Biografia
Andreas Feininger nacque a Parigi da genitori statunitensi di origine tedesca: suo padre, il pittore Lyonel Feininger, era nato a New York nel 1871; il suo bisnonno era emigrato da Durlach, Baden, in Germania, verso gli Stati Uniti nel 1848.
Dopo essersi laureato in architettura e aver lavorato a fianco di Le Corbusier iniziò a dedicarsi alla fotografia, divenendo poi nel 1943 fotografo della celebre rivista Life; è stato inoltre autore di numerosi libri sulla cultura e tecnica fotografica.
Ha ricevuto nel 1966, dall'American Society of Media Photographers (ASMP) il Premio Robert Leavitt, e successivamente altri premi internazionali. In Italia sono stati tradotti numerosi suoi libri di tecnica fotografica, i più noti dei quali, Fotografia totale e Il libro della Fotografia - tecnica e applicazione, hanno costituito un punto di riferimento per due generazioni di fotografi professionisti e fotoamatori.

## Premi
Nel 1991 vinse l'Infinity Award.

## Opere
- Il mondo come lo vedo io,  Garzanti, 1964
- La nuova tecnica della Fotografia, Garzanti 1966
- Il libro della Fotografia - tecnica e applicazione Garzanti 1970
- Il libro della fotografia a colori, Garzanti 1971
- Conchiglie, 1973 Garzanti
- La nuova tecnica della Fotografia, Garzanti 1977
- La fotografia a colori: nuove tecniche, 1977 Garzanti
- L'occhio del Fotografo, Vallardi 1977
- La fotografia: principi di composizione, Vallardi 1979
- Luce e illuminazione nella fotografia, Vallardi 1981
- Fotografia totale, 1983 Vallardi